# Campionat del món de ciclisme en pista de 2001
El Campionat Mundial de Ciclisme en Pista de 2001 es va celebrar a Anvers (Bèlgica) entre el 26 i el 30 de setembre de 2001.
Les competicions es van celebrar al Antwerps Sportspaleis. En total es va competir en 12 disciplines, 8 de masculines i 4 de femenines.

## Resultats

### Masculí
| Prova                     | Or                                                                                            | Argent                                                                   | Bronze                                                                     |
| Velocitat individual      | Arnaud Tournant · França                                                                      | Laurent Gané · França                                                    | Florian Rousseau · França                                                  |
| Velocitat per equips      | França · Laurent Gané · Florian Rousseau · Arnaud Tournant                                    | Austràlia · Jobie Dajka · Ryan Bayley · Sean Eadie                       | Regne Unit · Chris Hoy · Craig MacLean · Jason Queally                     |
| Persecució individual     | Alexandre Simonenko · Ucraïna                                                                 | Jens Lehmann · Alemanya                                                  | Stefan Steinweg · Alemanya                                                 |
| Persecució per equips     | Ucraïna · Sergeï Tscherniowsky · Alexandre Simonenko · Alexander Fedenko · Lyubomyr Polatayko | Regne Unit · Chris Newton · Paul Manning · Bradley Wiggins · Bryan Steel | Alemanya · Jens Lehmann · Sebastian Siedler · Christian Bach · Guido Fulst |
| Quilòmetre contrarellotge | Arnaud Tournant · França ·                                                                    | Sören Lausberg · Alemanya ·                                              | Grzegorz Krejner · Polònia ·                                               |
| Cursa per punts 40 km     | Bruno Risi · Suïssa ·                                                                         | Juan Curuchet · Argentina ·                                              | Franz Stocher · Àustria ·                                                  |
| Keirin                    | Ryan Bayley · Austràlia                                                                       | Laurent Gané · França                                                    | Jens Fiedler · Alemanya                                                    |
| Madison 50 km             | Jérôme Neuville · Robert Sassone · França ·                                                   | Isaac Gálvez · Joan Llaneras · Espanya ·                                 | Juan Curuchet · Gabriel Curuchet · Argentina ·                             |

### Femení
| Prova                     | Or                                            | Argent                      | Bronze                     |
| Velocitat individual      | Svetlana Grankovskaya · Rússia                | Tammy Thomas · Estats Units | Lori-Ann Muenzer · Canadà  |
| Persecució individual     | Leontien Zijlaard-Van Moorsel · Països Baixos | Olga Slyusareva · Rússia    | Elena Tchalykh · Rússia    |
| 500 metres contrarellotge | Nancy Contreras · Mèxic                       | Lori-Ann Muenzer · Canadà   | Katrin Meinke · Alemanya · |
| Cursa per punts 25 km     | Olga Slyusareva · Rússia ·                    | Katherine Bates · Austràlia | Belem Guerrero · Mèxic ·   |

## Medaller
| Posició | País          | Or | Plata | Bronze | Total |
| 1       | França        | 4  | 2     | 1      | 7     |
| 2       | Rússia        | 2  | 1     | 1      | 4     |
| 3       | Ucraïna       | 2  | 0     | 0      | 2     |
| 4       | Austràlia     | 1  | 2     | 0      | 3     |
| 5       | Mèxic         | 1  | 0     | 1      | 2     |
| 6       | Països Baixos | 1  | 0     | 0      | 1     |
| 6       | Suïssa        | 1  | 0     | 0      | 1     |
| 8       | Alemanya      | 0  | 2     | 4      | 6     |
| 9       | Argentina     | 0  | 1     | 1      | 2     |
| 9       | Canadà        | 0  | 1     | 1      | 2     |
| 9       | Regne Unit    | 0  | 1     | 1      | 2     |
| 12      | Espanya       | 0  | 1     | 0      | 1     |
| 12      | Estats Units  | 0  | 1     | 0      | 1     |
| 14      | Àustria       | 0  | 0     | 1      | 1     |
| 14      | Polònia       | 0  | 0     | 1      | 1     |
| Total   | Total         | 12 | 12    | 12     | 36    |